# 마리 트랭티냥
마리 트랭티냥(프랑스어: Marie Trintignant, 1962년 1월 21일~2003년 8월 1일)은 프랑스의 배우이다. 배우 장루이 트랭티냥과 영화 감독 나딘 트랭티냥의 딸이다. 세자르상 후보에 총 다섯 번 올랐다.

## 출연 작품
- Ça n'arrive qu'aux autres (1971)
- 더 허니문 트립 (1976, Le Voyage de noces)
- 세리 누아르 (1979, Série noire)
- 자니스와 존 (2003)
- 코르토 말테즈 - 비밀의 정원 (2002)
- 해리슨의 꽃 (2000)
- 딥 인 더 우드 (2000)
- 밀고자 (1998)
- 신으로부터의 뉴스 (1996)
- 뽀네뜨 (1996)
- 베티 (1992)
- 퐁네프의 연인들 (1991)
- 썸머 나잇 인 타운 (1990)
- 명성의 날개 (1990)
- 여자 이야기 (1988)